# 中つ国の河川
中つ国の河川（なかつくにのかせん）は、J・R・R・トールキンの小説『指輪物語』『シルマリルの物語』に登場する、架空の河川の一覧である。
| 目次 | 目次 | 目次 | 目次 | 目次 | 目次 | 目次 | 目次 | 目次 | 目次 | 目次 |
| ---- | ---- | ---- | ---- | ---- | ---- | ---- | ---- | ---- | ---- | ---- |
| ア   | イ   | ウ   | エ   | オ   |      | ハ   | ヒ   | フ   | ヘ   | ホ   |
| カ   | キ   | ク   | ケ   | コ   |      | マ   | ミ   | ム   | メ   | モ   |
| サ   | シ   | ス   | セ   | ソ   |      | ヤ   |      | ユ   |      | ヨ   |
| タ   | チ   | ツ   | テ   | ト   |      | ラ   | リ   | ル   | レ   | ロ   |
| ナ   | ニ   | ヌ   | ネ   | ノ   |      | ワ   |      | ヲ   |      | ン   |

## ア
アイゼン川 Isen
霧ふり山脈の南端ナン・クルニアに発し、ローハン峡谷を南に下った後、西に転じてアドーン川と合流し、海へ注ぐ。
『指輪物語』では、エントたちがダムを造ったうえで決壊させ、アイゼンガルドを水攻めにしてサルマンの所業を洗い流してしまった。
アガスルシュ Agathurush (グワスロー Gwathló)
灰色川を参照。
赤水川 Redwater (カルネン Carnen)
ロヴァニオン地方の川。黒がね連山に発し、早瀬川と合流して、リューンの湖に注ぐ。
アスカール Ascar (ラスローリエル Rathlóriel)
オッシリアンドを流れる、ゲリオン川の最北の支流。名は「激流」を意味する。ベレンがドワーフに奪われたドリアスの宝をこの川に沈めたので、「黄金の川床」ラスローリエルの異名がある。
アドーン川 Adorn
ローハンの川。白の山脈に発し、アイゼン川と合流して、ローハンの西の国境を形作る。
アドゥラント Adurant
オッシリアンドを流れる、ゲリオン川の最南の支流。ほぼ真ん中に「緑の島」トル・ガレンがあり、ベレンとルーシエンが隠棲した。
あやめ川 Gladden (ニングロール Ninglor)
ロヴァニオン地方の川。霧ふり山脈を2本の支流の形で発し、あやめ野の沼地を東に横切って、大河アンドゥインに合流する。
イシルドゥアが殺され、一つの指輪が失われたのはこの川の中である。第三紀2463年にスメアゴルとデアゴルの2人が拾い上げるまで、指輪はずっとここに沈んでいた。
大河 Great River (アンドゥイン Anduin)
アンドゥインを参照。
アロス Aros
シリオンの支流の一つ。北東の山地ヒムリングに発し、ドリアスの南の国境を形作る。
アングレン Angren (アイゼン Isen)
上記のアイゼン川を参照。
アンドゥイン Anduin (長き源 Langwell)
アンドゥインを参照。

## エ
エスガルドゥイン Esgalduin
ドリアスの川。名前は「帳に隠された川」の意。森林を北のネルドレスの森と南のレギオンの森に分かつ。ドルソニオンに発し、南への流れを「千洞宮」メネグロス近くで西に転じ、その後シリオン川に合流する。
エルイ Erui
ゴンドール国レベンニン地方の最東端の川。白の山脈に発し、ロッサルナッハを過ぎ、アンドゥインに合流する。
第三紀1447年、エルイの渡しにて合戦が行われた。ゴンドールの王位を簒奪したカスタミアはこの地で討たれ、エルダカール王が復位した。
エント川 Entwash (オノドロー Onodló)
ローハンの川。名前はシンダール語の「オノドロー」の翻訳。ファンゴルンの森を出た後に南へ流れ、東西エムネト地方の境となってから、東に転じる。大河アンドゥインに合流するときはいくつも分岐し、エント川三角洲を形成する。

## オ
オノドロー Onodló (エント川 Entwash)
エント川を参照。

## カ
カルネン Carnen (赤水川 Redwater)
赤水川を参照。
枯れ川 Dry River (秘密の道 Hidden Way)
隠れ王国ゴンドリンを取り囲む環状山脈の下をくぐる深い抜け穴。かつて山脈のただ中にあった湖から流れだした水がうがった跡。

## キ
キビル＝ナーラ Kibil-nâla (銀筋川の源 Spring of Silverlode)
おぼろ谷の中、ドワーフ王ドゥリンがのぞいたという鏡の湖ケレド＝ザラム近くの泉に発する。水は氷のように冷たい。以下の銀筋川も参照。
キリル Ciril
ゴンドール国ラメドン地方の川。カレンベルの脇を南に流れ、リングロー川に合流する。
ギルライン Gilrain
ゴンドール国レベンニン地方の最西端の川。白の山脈を2本の支流の形で発し、河口近くのリンヒアでセルニ川と合流して、海に注ぐ。
ギングリス Ginglith
西ベレリアンドを流れる川。ナルゴスロンドよりも上流でナログ川に合流する。
銀筋川 Silverlode (ケレブラント Celebrant)
アザヌルビザール（おぼろ谷）に発し、南東に流れてニムロデルと合流した後にロスローリエンを抜け、アンドゥインに注ぐ。モリアを脱出した指輪の仲間は、しばらくこの川に沿って移動した。

## ク
グランドゥイン Glanduin (白鳥川 Swanfleet river)
エリアドール地方の川。かつてはアルノールの南の国境だった。霧ふり山脈に発して西へ流れ、にびしろ川と合流して灰色川となる。
グランヒーア Glanhír (メリング川 Mering Stream)
メリング川を参照。
グリスイ Glithui
テイグリン川の支流の1つ。
グレイリン Greylin
灰色山脈エレド・ミスリンに、2本の支流の形で発する、大河アンドゥインの源流の1つ。
黒根 Blackroot (モルソンド Morthond)
モルソンドを参照。
グワシア Gwathir (グワスロー Gwathló)
グワスロー Gwathló
灰色川を参照。

## ケ
渓流 Deeping-stream
ローハンの川。アグラロンド（燦光洞）に発し、ヘルム峡谷を通り、角笛城の前を通りすぎると、奥谷に流れ込んでいる。「Deeping」には動詞的な意味はなく、「ヘルム峡谷（Helm's Deep）」との関係をほのめかした言葉である。
ゲリオン Gelion
東ベレリアンドを流れる大河。西のヒムリングの丘に発する小ゲリオン川と、東のレリア山に発する大ゲリオン川が合流して形成される。
青の山脈エレド・ルインに発する6つの支流、アスカール、サロス、レゴリン、ブリルソール、ドゥイルウェン、アドゥラントと合流する。そのため流域は「七つの川の国」オッシリアンドと呼ばれる。
海に至るまでの全長はシリオンの約2倍だった。
ケルドゥイン Celduin (早瀬川 Running)
早瀬川を参照。
ケレブラント Celebrant (銀筋川 Silverlode)
銀筋川を参照。
ケレブロス Celebros
ブレシルの森の川。名前は「銀の水泡」「銀の雨」の意。テイグリンの橋近くでテイグリンに合流する。合流地点は「雨の階」ディムロストと呼ばれていたが、トゥーリンが救った女ニーニエルがここで熱病を発したため、「瘧水」ネン・ギリスの名がついた。
ケロス Celos
ゴンドール国レベンニン地方の川。白の山脈に発し、シリス川に合流する。
ケロン Celon
東ベレリアンドの川。名前は「高地から流れ落ちる川」の意。ヒムリング山に発し、南西に流れて、エルウェがメリアンと出逢ったナン・エルモスの森を過ぎ、アロス川に合流する。

## サ
サロス Thalos
オッシリアンドを流れる、ゲリオン川の支流の一つ。この川の谷間で、フィンロドは初めて人間を発見した。

## シ
枝垂川 Withywindle
はだか山丘陵に発し、南西に流れて古森を抜け、バランドゥインに合流する。ホビットたちはこの川を恐れており、実際、心のねじまがった木の「柳じじい」が敵意を向けてくるため、危険な場所になっている。
小ゲリオン Little Gelion
ゲリオン川を参照。
シランノン Sirannon (門の川 Gate-stream)
モリアの西門近くに発する川で、かつてはこの流れに沿って道がついていた。しかし『指輪物語』では何者かによってせき止められており、それでできた池には危険な「水中の監視者」が潜んでいた。
シリオン Sirion
シリオンを参照。
シリス Sirith
ゴンドール国レベンニン地方の川。白の山脈に発し、ケロス川と合流して、ペラルギアにてアンドゥインに注ぐ。
シリル Siril
ヌーメノールの川。メネルタルマに発し、ニンダモス近くで三角州を形成する。

## セ
セアニ Serni
ゴンドール国レベンニン地方の川。平原に発し、ギルライン川と合流して海に注ぐ。

## タ
大ゲリオン Greater Gelion
ゲリオン川を参照。

## テ
テイグリン Teiglin
シリオンの支流の一つ。エレド・ウェスリンに発し、グリスイやマルドゥインと合流して、南へ下る。シリオンの山道から続く道と交わるところには「テイグリンの橋」がかかり、この近辺から流れは東に転じる。その後ブレシルの森を抜け、シリオンに至る。
森の中に入る前には、深い峡谷カベド＝エン＝アラスがあり、トゥーリンはここに潜んで下からグラウルングを刺し殺した。かれの妻ニーニエルが身投げしたため、谷の名は「凶運に魅入られたる投身」カベド・ナイラマルスと変わった。

## ト
ドゥイルウェン Duilwen
オッシリアンドを流れる、ゲリオン川の支流の一つ。南から2番目に当たる。

## ナ
長き川 Langflood (アンドゥイン Anduin)
アンドゥインを参照。
長き源 Langwell
ロヴァニオン地方の川。霧ふり山脈に発する、大河アンドゥインの源流の1つ。
鳴神川 Loudwater (ブルイネン Bruinen)
にびしろ川の支流。霧ふり山脈を2本の支流の形で発し、その流れにはさまれた三角地帯に裂け谷がある。エルロンドの命により増水し、外敵を撃退できる。『指輪物語』の劇中では、9人の黒の乗り手が流されて撤退した。
ナログ Narog
西ベレリアンドを流れる主要な川。エレド・ウェスリン山麓の湖イヴリンに発し、南に流れてナルゴスロンドを抜け、南東に転じて柳の国ナン＝タスレンでシリオンに合流する。

## ニ
にびしろ川 Hoarwell (ミスエイセル Mitheithel)
エリアドール地方の川。霧ふり山脈に発し、エテン高地に沿って西に流れた後、南に転じる。東街道と交わるところには果野橋がかかり、その東にはトロルの山がある。鳴神川と合流した後、さらにグランドゥイン川とも合流して灰色川となる。
ニムロデル Nimrodel
霧ふり山脈に発し、東に流れてロスローリエンの手前で銀筋川と合流し、アンドゥインに注ぐ。
川の名前は、かつて白の山脈で行方不明となったエルフの乙女に由来する。レゴラスはじかにこの川を見られたことに感動し、乙女ニムロデルとかの女の恋人アムロスの歌をうたった。
ニングロール Ninglor (あやめ川 Gladden)
あやめ川を参照。

## ヌ
ヌンドゥイネ Nunduinë
ヌーメノールの川。メネルタルマに発し、エルダロンデ近くで海に注ぐ。

## ネ
ネンニング Nenning
西ベレリアンドの灰色エルフの王国ファラスを流れる川。河口にはエグラレストの港がある。

## ハ
灰色川 Greyflood (グワスロー Gwathló)
エリアドール地方の南部を流れる川。にびしろ川とグランドゥイン川が合流して形成される。合流地点近くの、南街道と交わるところにはサルバッドの橋がある。
白鳥川 Swanfleet river (グランドゥイン Glanduin)
グランドゥインを参照。
白光川 Limlight
霧ふり山脈に発し、ファンゴルンの森の北部を抜けて、大河アンドゥインに注ぐ。ローハンの北の国境。
早瀬川 Running (ケルドゥイン Celduin)
ロヴァニオン地方の川。エレボールに発し、たての湖で森の川と合流して闇の森の東側を下った後、南東に曲がって赤水川と合流し、リューンの湖に注ぐ。
バランドゥイン Baranduin
別名ブランディワイン。エリアドール地方を流れる川。亡き北方王国アルノールのイヴンディム湖に発し、ホビット庄と古森を過ぎて、青の山脈の南で海に至る。渡れる場所は3箇所あった。ホビット庄南のサルンの浅瀬、東のブランディ橋（石弓橋）、そして『指輪物語』でフロド・バギンズたちが利用したバックル村の渡し場である。もともとはホビット庄の東境であったが、オールドバック一族がこの川と古森の間に居を構え、名前もブランディバックと改めた。メリアドク・ブランディバックはその子孫である。
本来はシンダール語で「金茶色の川」を意味する名前だったのが、ホビットたちが「境の川」（Branda-nîn）と呼び始め、さらに川の色からの連想で「頭へくるビール」（Bralda-hîm）と呼ぶようになった。それを英語に翻訳した（という設定）のがブランディワインである。
ハルネン Harnen
南ゴンドールとハラドの国境をなす川。モルドールを囲む南の山脈に発し、西へ流れてベルファラス湾に注ぐ。ハラド街道が川の中ほどを横切っている。

## ヒ
秘密の道 Hidden Way (枯れ川 Dry River)
枯れ川を参照。

## フ
ブランディワイン (バランドゥイン Baranduin)
バランドゥインを参照。
ブリソン Brithon
西ベレリアンドの灰色エルフの王国ファラスを流れる川。河口にはブリソンバールの港がある。
ブリルソール Brilthor
オッシリアンドを流れる、ゲリオン川の支流の一つ。
ブルイネン Bruinen (鳴神川 Loudwater)
鳴神川を参照。

## ホ
ポロス Poros
南ゴンドールと南イシリエンの境の川。影の山脈に発し、西へ流れた後に北西へ転じ、アンドゥインに注ぐ。

## マ
マルドゥイン Malduin
テイグリン川の支流。
魔の川 Enchanted River
第一紀では、エスガルドゥイン川の別名。
第三紀では、闇の森の川を指す。闇の森山に発し、スランドゥイルの館近くで森の川に合流する。

## ミ
ミスエイセル Mitheithel (にびしろ川 Hoarwell)
にびしろ川を参照。
ミンデブ Mindeb
シリオンの支流の一つ。エレド・ゴルゴロスのアナハの山道近くに発した流れと、西のクリッサイクリムから発する流れが合流して形成される。ディンバール地方とナン・ドゥンゴルセブの境界であり、ネルドレスの森の脇を流れてシリオンに至る。

## メ
メリング川 Mering Stream
ローハンとゴンドール国アノーリエン地方の国境。ハリフィリエンに発し、フィリエンの森を抜け、東に流れて分岐したエント川に注ぐ。

## モ
森の川 Forest River
闇の森の北部を東西に横切る川。灰色山脈エレド・ミスリンに発し、森の中で魔の川と合流した後、たての湖に注ぐ。
モルグルドゥイン Morgulduin
キリス・ウンゴルに発し、ミナス・モルグルを過ぎてハラド街道を横切り、アンドゥインに注ぐ。
モルソンド Morthond
ゴンドールの川。ドゥイモルベルグの南、死者の道の出口近くに発する。エレヒの丘の脇を南西に流れ、南東に転じてリングロー川に合流する。
門の川 Gate-stream (シランノン Sirannon)
シランノンを参照。

## ユ
雪白川 Snowbourn
ローハンの川。白の山脈の荒角山に発し、馬鍬谷を北に抜け、エドラス近くで東に転じ、エント川に合流する。

## ラ
ラスローリエル Rathlóriel (アスカール Ascar)
アスカールを参照。

## リ
リヴィル Rivil
シリオンの支流の一つ。ドルソニオンに発し、北西に流れて、セレヒの沼地で合流する。「涙尽きざる合戦」ニアナイス・アルノイディアドはこの沼地で決した。
リングウィル Ringwil
ナルゴスロンドにてナログ川に注ぐ支流。
リングロー Ringló
ゴンドール国ラメドン地方の川。白の山脈を2本の支流の形で発し、南東に流れてキリル川、モルソンド川と合流し、ベルファラス湾に注ぐ。

## ル
ルーン川 Lhûn, Lune
エリアドール地方の川。青の山脈エレド・ルインに発する2本の流れが、東のイヴンディム丘陵からの流れと合流して形成される。青の山脈を2つに割ってルーン湾に注いでいる。河口には灰色港がある。

## レ
レゴリン Legolin
オッシリアンドを流れる、ゲリオン川の支流の一つ。
レフヌイ Lefnui
ゴンドール最西の川。白の山脈に発し、南西に流れてベルファラス湾に注ぐ。